# Carex subscabrella
Carex subscabrella är en halvgräsart som beskrevs av Georg Kükenthal. Carex subscabrella ingår i släktet starrar, och familjen halvgräs. Inga underarter finns listade i Catalogue of Life.